# A-139
La carretera A-139 une Graus con el valle de Benasque perteneciente a la red de carreteras autonómicas de Aragón. Tiene una longitud aproximadamente de 52,8 km.
Entre los núcleos de  Campo y Castejón de Sos comparte trazado con la N-260

## Recorrido
Atraviesa las localidades de Graus, Torre de Ésera, Perarrúa, Besians, Santa Liestra y San Quilez, Morillo de Liena,  Campo, Seira, El Run, Castejón de Sos, Villanova, Sesué, Sahún, Eriste y Benasque.